# Lurdes Prims i Jané
Lurdes Prims i Jané (Vallromanes, agost de 1964) fou alcaldessa de Vallromanes des del dia 18 de juny de 2009 fins al 30 de juny de 2012. Prims, del Partit Independents de Vallromanes (iVall), substituí en el càrrec Maria Cabot (CiU), que va ser alcaldessa des de les últimes eleccions municipals seguint l'acord de govern entre les dues formacions polítiques. El seu pare, Josep Prims, va ser regidor de Cultura de l'Ajuntament a les primeres eleccions democràtiques.
Va ser secretària i, posteriorment, presidenta del Grup de Teatre Xerrameca de Vallromanes, a més de representar una vintena d'obres de teatre amb els diferents grups amateurs de Vallromanes, Granollers i Barcelona. Professional en l'àmbit del màrqueting i administració d'empreses, va treballar durant 17 anys en una companyia multinacional anglesa. Va ser secretària general del Partit Independents de Vallromanes iVall, des del mes d'octubre del 2004 fins al 2012. Fou escollida alcaldable per iVall, en l'assemblea de l'1 de desembre de 2006. L'any 2003 es va presentar per primera vegada a les eleccions municipals i, des del març del 2004 fins que va obtenir el càrrec d'alcaldessa, va ser la segona tinent d'alcalde i regidora de l'equip de govern, portant les carteres de Promoció Econòmica, Mobilitat i Medi Ambient de l'Ajuntament de Vallromanes. Va ser vocal del Consell Plenari del Parc de la Serralada Litoral i va representar Vallromanes al Consorci de Turisme del Vallès Oriental. Fou destituïda com a alcaldessa el dia 30 de juny de 2012 després d'una moció de censura aprovada per CiU i MxV-Esquerra.